# Dubovi Gai
Dubovi Gai (en rus: Дубовый Гай) és un poble de l'óblast de Saràtov, a Rússia, segons el cens del 2010 tenia 121 habitants. Pertany al districte municipal de Khvalinsk.